# Хаяси, Ёсиро (политик)
Ёсиро Хаяси (яп. 林 義郎 Hayashi Yoshirō, 16 июня 1927 года, Кибунэ-тё, Симоносеки, преф. Ямагути, Япония — 3 февраля 2017 года, Токио, Япония) — японский государственный деятель, член парламента от Либерально-демократической партии, министр финансов Японии (1992—1993).

## Биография и карьера
Родился в семье с давними политическими традициями. Отец будущего политика, предприниматель и политик Кэйсукэ Хаяси, был в свое время членом Палаты представителей Японии от Прогрессивной партии, дед Хэйсиро Хаяси — членом Палаты представителей, а впоследствии и Палаты пэров имперского парламента Японии.
Среднее образование получил в школе «Тоёура». В 1950 году окончил юридический факультет Токийского университета. В том же году поступил на службу в Министерство промышленности и внешней торговли Японии, где работал на различных постах до 1969 года. В этот период женился на Марико Тавараде, внучке сооснователя и первого главы компании Ube Industries Акиры Таварады.
В 1969 году был впервые избран от Либерально-демократической партии Японии в Палату представителей японского парламента (32-го созыва), представляя 1-й избирательный округ Ямагути и сменив в этом кресле Суто Хиро. Переизбирался и оставался членом парламента на протяжении 11 созывов подряд. Возглавлял комитет по экономическому планированию, был парламентским вице-министром финансов. Также избирался председателем Лиги депутатов парламента по китайско-японским отношениям.
В 1982—1983 годах — министр здравоохранения и благосостояния в кабинете Ясухиро Насасонэ.
В 1989 году выдвинул свою кандидатуру на выборах председателя Либерально-демократической партии Японии, однако проиграл Тосики Кайфу.
В 1992—1993 годах занимал пост министра финансов в кабинете Киити Миядзавы.
В 2000 был награждён второй по старшинству государственной наградой Японии — орденом Восходящего солнца 1-й степени (звездой и знаком ордена на большой ленте).
В 2003 году ушел из политики, не став выдвигать свою кандидатуру на очередных выборах в Палату представителей 43-го созыва.

## Семья
Двое детей — сын Ёсимасу (также ставшего политиком и занимавшего министерские посты) и дочь Рэйко.